# Црква Светог Георгија у Слатинском Дреновцу
Црква Светог Георгија у Слатинском Дреновцу је српски православни храм. Припада славонско-пакрачком владичанству.

## Историја
Слатински Дреновац се први пут спомиње 1292. године. 1719. године на узвишењу изнад села ораховачки црнорисци  на рушевинама старе цркве подижу српску православну свету обитељ посвећену Светом Георгију. У тој манастирској цркви је 1758. Василије Романович је израдио иконостас који је спадао у ред најбољих достигнућа православне умјетности у Хрватској и Славонији. И данас се с улаза могу видјети прозори од келија у којима су некада спавали црнорисци. Поред цркве су и катакомбе у којима су кости црноризаца. У вријеме владавине царице Марије Терезије између 1778. и 1782. манастир је одлуком власти укинут, а манастирска црква постаје парохијска. Село је страдало у Другом свјетском рату, а нарочито црква коју су усташе срушиле 1942. године. Романовичев иконостас је изнешен из цркве, исјечен и спаљен. Непосредно пред рат, историчар умјетности, Иван Бах, је обишао цркву и снимио иконостас у цјелини, али и пријестоне иконе и двери посебно. Захваљујући његовим снимцима сачувана је успомена на ово Романовичево дјело. Јуна 2015. са рушевне сеоске цркве украдено је најстарије од укупно три звона, које је произведено 1765. у Грацу.